# Cüneyt Erden
Cüneyt Erden, né le 5 septembre 1977, à Bursa, en Turquie, est un joueur turc de basket-ball. Pendant sa carrière, il évolue au poste d'arrière.

## Palmarès
- Champion de Turquie 1999, 2000, 2006